# Georgismo

Bóton da campanha georgista da década de 1890 em que o gato no distintivo se refere a um slogan "Você vê o gato?", para fazer analogia com a questão da terra

Georgismo, também chamado nos tempos modernos de geoísmo e conhecido historicamente como o movimento do imposto único, é uma filosofia ou ideologia econômica que sustenta que, embora as pessoas devam possuir o valor que elas próprias produzem, a renda econômica derivada da terra, incluindo de todos os recursos naturais e comuns, deve pertencer igualmente a todos os membros da sociedade. Desenvolvido a partir dos escritos do economista e reformador social americano Henry George, o paradigma georgista busca soluções para os problemas sociais e ecológicos, com base nos princípios de direitos à terra e finanças públicas que procuram integrar eficiência econômica com justiça social.
O georgismo se preocupa com a distribuição da renda econômica causada por monopólios naturais, poluição e controle de bens comuns, incluindo títulos de propriedade de recursos naturais e outros privilégios artificiais (por exemplo, propriedade intelectual). Qualquer recurso natural cuja oferta seja inerentemente limitada pode gerar renda econômica, mas o exemplo clássico e mais significativo de monopólio de terra envolve a extração de renda de terreno comum de localizações urbanas valiosas. No pensamento georgista, embora os indivíduos devam possuir o bem que produzem (propriedade privada), o valor econômico derivado da terra deve pertencer igualmente, sendo socializado a todos os membros da sociedade através de taxas compensatórias. Os georgistas argumentam que tributar a renda econômica é eficiente, justo e equitativo. A principal recomendação política georgista é um imposto avaliado sobre o valor da terra. Os georgistas argumentam que as receitas de um imposto sobre o valor da terra (LVT) podem ser usadas para reduzir ou eliminar os impostos existentes, como a tributação sobre a renda, comércio ou compras que é considerada injusta e ineficiente. Uma parte do movimento georgista se fundamentou na defesa do imposto único sobre a renda da terra e teve notoriedade em seu ativismo. Outros georgistas também defendem a devolução do excedente da receita pública ao povo por meio de uma renda básica ou dividendo do cidadão.
O conceito de obter receitas públicas principalmente de privilégios de terras e recursos naturais foi amplamente popularizado por Henry George em seu primeiro livro, Progresso e Pobreza (1879). A base filosófica do georgismo remonta a vários pensadores antigos, como John Locke, Baruch Spinoza e Thomas Paine. Economistas desde Adam Smith e David Ricardo observaram que um imposto público sobre o valor da terra não causa ineficiência econômica, ao contrário de outros impostos. Um imposto sobre o valor da terra também tem efeitos fiscais progressivos. Os defensores dos impostos sobre o valor da terra argumentam que eles reduziriam a desigualdade econômica, aumentariam a eficiência econômica, removeriam incentivos para subutilizar terras urbanas e reduziriam a especulação imobiliária.
As ideias georgistas foram populares e influentes durante o final do século XIX e início do século XX. Partidos políticos, instituições e comunidades eram fundados com base nos princípios georgistas naquela época. Os primeiros devotos da filosofia econômica de Henry George eram frequentemente chamados de Single Taxers por seu objetivo político de aumentar a receita pública principalmente ou apenas a partir de um imposto sobre o valor da terra, embora os georgistas endossassem várias formas de captura de renda (por exemplo, senhoriagem) como legítimas. O termo georgism foi inventado mais tarde e alguns preferem o termo geoism (geoísmo) como mais genérico.

## Doutrinas principais

Um diagrama de oferta e demanda mostra os efeitos da tributação do valor da terra em que a carga do imposto recai inteiramente sobre o proprietário quando o imposto é implementado. O preço rentário do terreno não muda e não há perda de peso morto.

Henry George é mais conhecido por popularizar o argumento de que o governo deveria ser financiado por um imposto sobre valor da terra, vez de impostos sobre o trabalho. George acreditava que, embora experimentos científicos não pudessem ser realizados na economia política, as teorias podiam ser testadas comparando diferentes sociedades com diferentes condições e por experimentos mentais sobre os efeitos de vários fatores. Aplicando esse método, ele concluiu que muitos dos problemas que afligem a sociedade, como pobreza, desigualdade e expansões e crises econômicas, podem ser atribuídos à propriedade privada do recurso necessário, a renda da terra. Em seu livro mais famoso, Progress and Poverty, George argumenta que a apropriação da renda da terra para uso privado contribui para a pobreza persistente, apesar do progresso tecnológico, e faz com que as economias exibam uma tendência para ciclos de expansão e retração. De acordo com George, as pessoas possuem com justiça aquilo que criam, mas as oportunidades naturais e as terras pertencem igualmente a todos.
O imposto sobre o valor da terra é, portanto, o mais justo e igual de todos os impostos. Ela recai apenas sobre aqueles que recebem da sociedade um benefício peculiar e valioso, e sobre eles na proporção do benefício que recebem. É a apropriação pela comunidade, para uso da comunidade, daquele valor que é a criação da comunidade. É a aplicação da propriedade comum para usos comuns. Quando toda a renda é cobrada por impostos para as necessidades da comunidade, então a igualdade ordenada pela Natureza será atingida. Nenhum cidadão terá vantagem sobre qualquer outro, exceto aquela que é dada por sua indústria, habilidade e inteligência; e cada um obterá o que merece. Então, mas não antes, o trabalho terá sua recompensa plena e o capital seu retorno natural.

— Henry George, Progresso e Pobreza, Livro VIII, capítulo 3
George acreditava que havia uma distinção importante entre propriedade comum e coletiva. Embora direitos iguais à terra possam ser alcançados nacionalizando-se a terra e depois arrendando-a a usuários privados, George preferia tributar o valor da terra não aprimorada e deixar o controle da terra principalmente em mãos privadas. O raciocínio de George para deixar as terras sob controle privado e mudar lentamente para o imposto sobre valor da terra era que isso não penalizaria os proprietários existentes que haviam melhorado a terra e também seria menos perturbador e controverso em um país onde os títulos de propriedade já foram concedidos.
Os georgistas observaram que a riqueza criada de forma privada é socializada por meio do sistema tributário (por exemplo, por meio de imposto de renda e vendas), enquanto a riqueza socialmente criada em valores de terra é privatizada no preço de títulos de propriedade e hipotecas bancárias. O oposto seria o caso se a renda da terra substituísse os impostos sobre o trabalho como a principal fonte de receita pública; a riqueza criada socialmente ficaria disponível para uso da comunidade, enquanto os frutos do trabalho permaneceriam privados. De acordo com os georgistas, um imposto sobre o valor da terra pode ser considerado uma taxa de usuário em vez de um imposto, uma vez que está relacionado ao valor de mercado da vantagem locacional criada socialmente, o privilégio de excluir outros dos locais. Os ativos constituídos por privilégio mercantilizado podem ser considerados riqueza, pois possuem valor de troca, semelhante a táxis medalhões. Um imposto sobre o valor da terra, cobrando taxas pelo uso exclusivo da terra como meio de aumentar a receita pública, também é um imposto progressivo que tende a reduzir a desigualdade econômica, uma vez que se aplica inteiramente à propriedade de terras valiosas, o que é correlacionado com renda, e geralmente não há meios pelos quais os proprietários podem transferir a carga tributária para os inquilinos ou trabalhadores.

### Propriedades econômicas
A teoria econômica padrão sugere que um imposto sobre o valor da terra seria extremamente eficiente - ao contrário de outros impostos, ele não reduz a produtividade econômica. Milton Friedman descreveu o imposto de Henry George sobre o valor não melhorado da terra como o "imposto menos ruim", uma vez que, ao contrário de outros impostos, não imporia uma carga excessiva sobre a atividade econômica (levando a zero ou mesmo "perda de peso morto" negativa); portanto, a substituição de outros impostos mais distorcionários por um imposto sobre o valor da terra melhoraria o bem-estar econômico. Como o imposto sobre o valor da terra pode melhorar o uso da terra e redirecionar o investimento para atividades produtivas, sem fins lucrativos, pode até ter uma perda de peso morto negativo que aumente a produtividade. Como o imposto sobre o valor da terra se aplicaria a especuladores de terras estrangeiros, o Tesouro australiano estimou que o imposto sobre o valor da terra era o único a ter uma carga marginal excedente negativa, o que significa que aumentaria os padrões de vida a longo prazo.
Foi Adam Smith quem primeiro observou a eficiência e as propriedades distributivas de um imposto sobre o valor da terra em seu livro A Riqueza das Nações.
Rendas de terrenos são um objeto de tributação ainda mais apropriado do que a renda de casas. Um imposto sobre o as rendas do solo não aumentaria a renda das casas. Cairia totalmente sobre o proprietário da renda fundiária, que atua sempre como um monopolista e cobra a maior renda que pode ser obtida pelo uso de sua terra. Mais ou menos pode ser obtido a isso conforme os competidores forem mais ricos ou mais pobres, ou podem se dar ao luxo de satisfazer seu desejo por um determinado local de terreno a um custo maior ou menor. Em todos os países, o maior número de concorrentes ricos está na capital, e é aí que sempre se encontram os maiores aluguéis de terra. Uma vez que a riqueza desses concorrentes não seria de forma alguma aumentada por um imposto sobre as rendas do terreno, eles provavelmente não estariam dispostos a pagar mais pelo uso do terreno. Se o imposto deveria ser avançado pelo morador ou se pelo dono do terreno, seria de pouca importância. Quanto mais o morador fosse obrigado a pagar o imposto, menos se inclinaria a pagar pelo terreno; de modo que o pagamento final do imposto recairia totalmente sobre o proprietário da renda da terra.

Tanto a renda do terreno quanto a renda normal da terra são uma espécie de receita da qual o proprietário, em muitos casos, desfruta sem qualquer cuidado ou atenção por conta própria. Embora uma parte dessa receita deva ser tirada dele a fim de custear as despesas do estado, nenhum desânimo será dado a qualquer tipo de indústria. A produção anual da terra e do trabalho da sociedade, a riqueza e receita reais do grande corpo do povo, podem ser os mesmos depois de tal imposto. A renda do terreno e a renda ordinária da terra são, portanto, talvez, a espécie de receita que melhor pode suportar a aplicação de um imposto peculiar. [...] Nada pode ser mais razoável do que um fundo que deve sua existência ao bom governo do estado ser tributado de maneira peculiar, ou contribuir com algo mais do que a maior parte dos outros fundos, para o sustento desse governo.

— Adam Smith, ''The Wealth of Nations'', Livro V, capítulo 2
Benjamin Franklin e Winston Churchill apresentaram argumentos distributivos e eficientes semelhantes para tributar as rendas de terras. Eles observaram que os custos dos impostos e os benefícios dos gastos públicos sempre se aplicam e enriquecem, respectivamente, os proprietários de terras. Portanto, eles acreditavam que seria melhor custear os custos públicos e recuperar o valor dos gastos públicos aplicando encargos públicos diretamente aos proprietários de títulos de terra, em vez de prejudicar o bem-estar público com impostos calculados contra atividades benéficas, como comércio e trabalho.
Henry George escreveu que seu plano para um alto imposto sobre valor da terra faria com que as pessoas "contribuíssem com o público, não em proporção com o que produzem ... mas em proporção ao valor das oportunidades naturais [comuns] que detêm [monopolizam]". Ele prosseguiu explicando que "ao tomar para uso público aquele valor que atribui à terra em razão do crescimento e melhoria da comunidade", faria "tornar a posse de terra não lucrativa para o mero proprietário, e lucrativa apenas para o utilizador".
Um alto imposto sobre o valor da terra desencorajaria os especuladores de manter oportunidades naturais valiosas (como imóveis urbanos) não utilizadas ou apenas parcialmente utilizadas. Henry George afirmou que isso teria muitos benefícios, incluindo a redução ou eliminação da carga tributária dos bairros mais pobres e distritos agrícolas; a eliminação de uma multiplicidade de impostos e instituições governamentais obsoletas e caras; a eliminação da corrupção, fraude e evasão na arrecadação de tributos; a capacitação de um verdadeiro livre comércio; a destruição de monopólios; a elevação dos salários ao valor total do trabalho; a transformação de invenções que economizam trabalho em bênçãos para todos; e a distribuição equitativa de conforto, lazer e outras vantagens que são possíveis devido ao avanço da civilização. Desta forma, a vulnerabilidade que as economias de mercado têm às bolhas de crédito e manias imobiliárias seria reduzida.

## Sinônimos e variantes

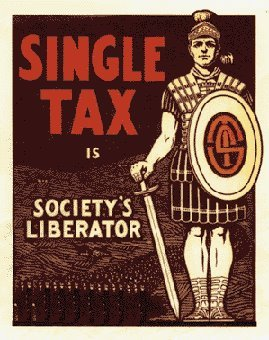
"Imposto único é o libertador da sociedade". Pôster georgista de imposto único publicado no The Public, um jornal de Chicago (por volta de 1910–1914)

## Influência

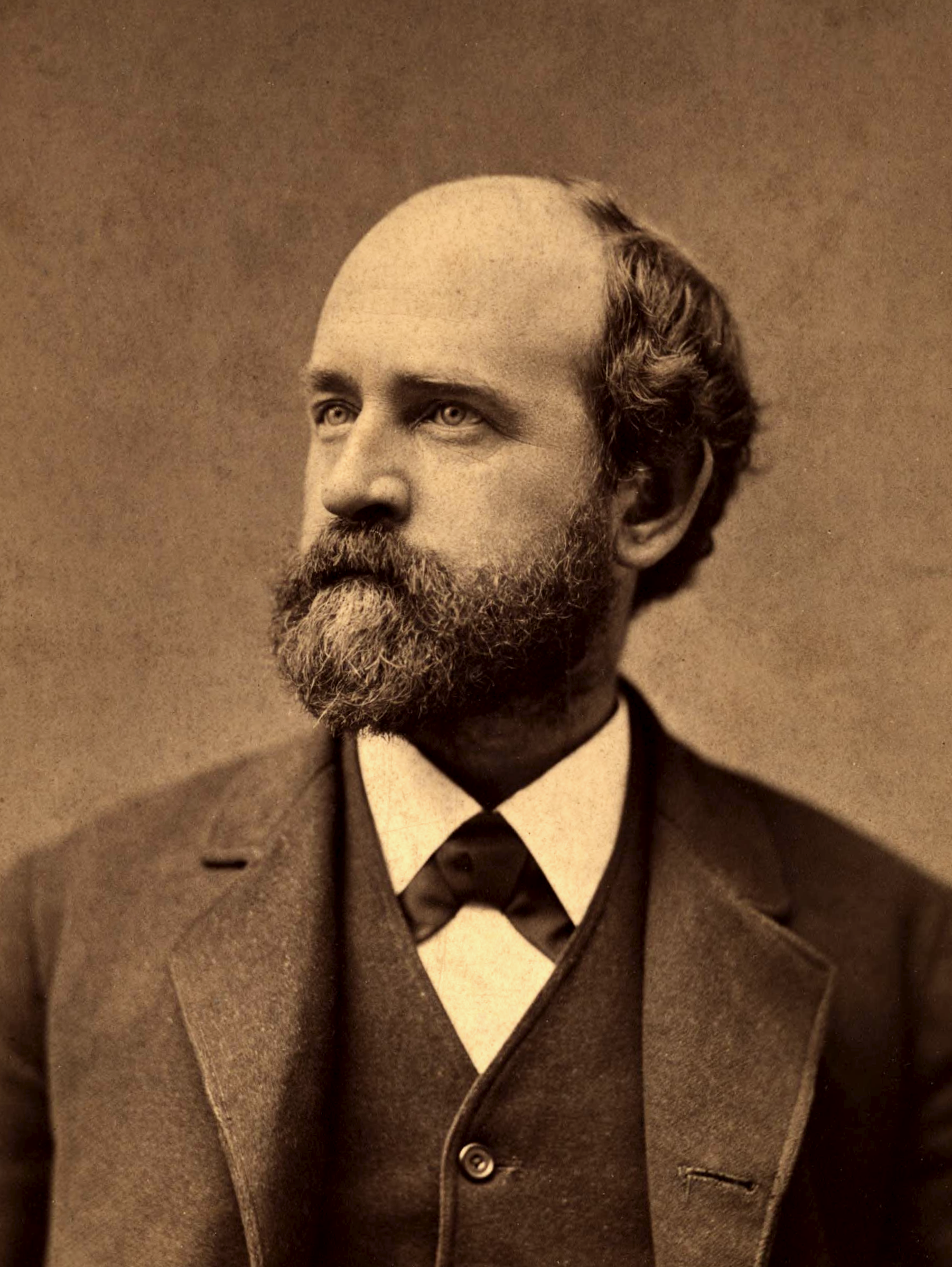
Henry George, cujos escritos e defesa formam a base para o georgismo

### Comunidades

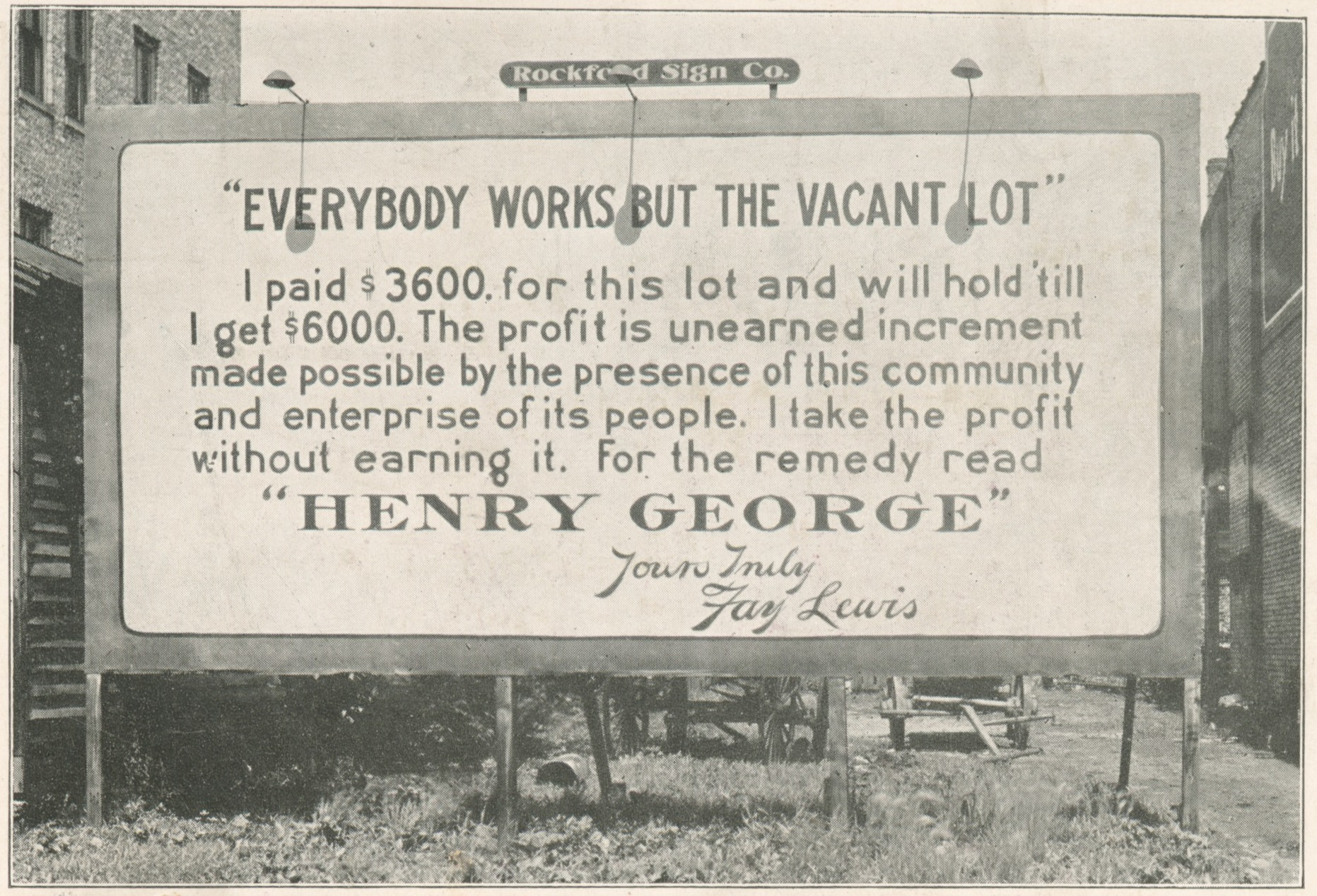
Outdoor de 1914 citando Henry George em Rockford, Illinois

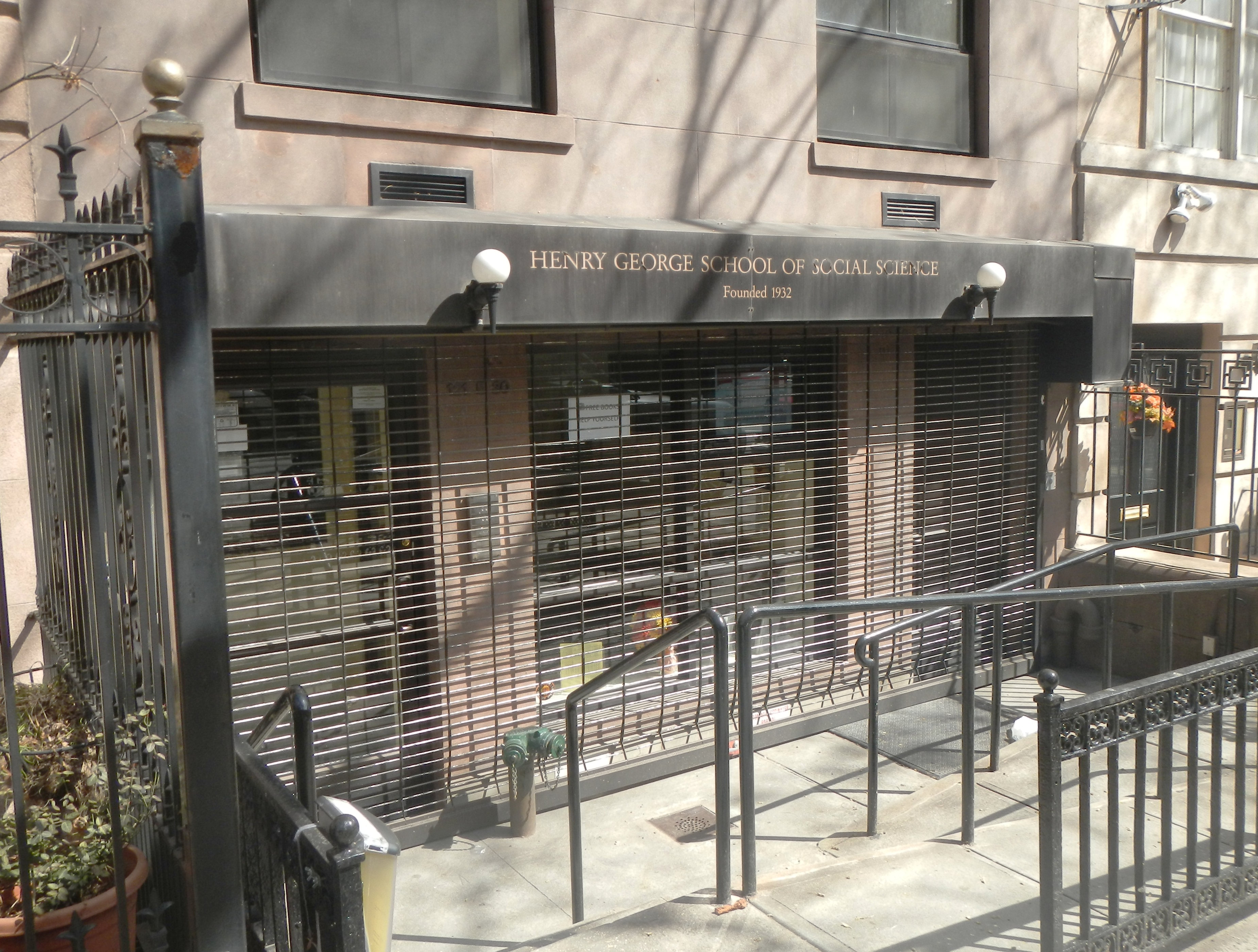
Escola Henry George de Ciências Sociais na cidade de Nova York